# 西三教站
西三教站是石家庄地铁3号线的地铁车站，位于中华人民共和国河北省石家庄市桥西区中华南大街与华星路交叉口，于2017年6月26日开通。

## 车站结构
西三教站位于中华南大街与华星路交叉口，沿中华南大街设置，呈南北走向，为地下两层岛式站台车站，车站长219.5米，宽21.1米，车站地下一层为站厅层，地下二层为站台层，站台设置全高站台门。
| 地面              | 出入口 | B、D出入口                                                                                                |
| 地下一层          | 站厅   | 客服中心、自动售票机、验票机                                                                              |
| 地下二层          | 站台   | \| \| \| █ 3号线往西三庄（槐安桥） \| \| 島式 · 開左邊车门 \| \| \| \| \| \| █ 3号线往乐乡（石家庄站） \| |
|                   |        | █ 3号线往西三庄（槐安桥）                                                                                 |
| 島式 · 開左邊车门 |        | |
|                   |        | █ 3号线往乐乡（石家庄站）                                                                                 |

## 车站出口
西三教站目前开放2个出入口，各出口及周围设施如下所示：
| 出口编号                             | 照片 | 地点                               | 可到达目的地           |
| ------------------------------------ | ---- | ---------------------------------- | ---------------------- |
| 出口 · B · 升降机标志 · 扶手电梯标志 |      | 中华南大街（东侧），华星路（南侧） | 保利华宸天奕，热一小区 |
| 出口 · D · 扶手电梯标志              |      | 中华南大街（西侧），华星路（北侧） | 新北小区，怡静苑小区   |
| 註： 設有 \| 設有扶手電梯            |      |                                    |                        |

## 接驳交通

### 公交车
- 西三教东：1环1路，1环2路，8路，9路，13路，20路，22路，25路，36路，46路，117路，319路
- 中华新石中路口北：1环1路，1环2路，8路，13路，20路，22路，25路，36路，46路，117路，319路

## 历史
本站工程名与正式站名均为西三教站，以车站所处的西三教村命名。
- 2013年12月28日，车站正式开工[5]。
- 2017年6月26日，本站随3号线一期首开段通车开通[1]。
- 2021年1月9日，受新冠疫情影响，车站暂停运营[6]。2月19日，车站恢复运营[7]。
- 2022年8月28日，受新冠疫情影响，车站暂停运营[8]。9月6日，车站恢复运营[9]。